# Elliðaey (Breiðafjörður)
Elliðaey ist eine Insel im Westen Islands. Sie liegt im sehr breiten Fjord Breiðafjörður nördlich des Ortes Stykkishólmur. Östlich liegen die Insel Fagurey sowie das weitaus größere Arney. Südlich liegt die Insel Vaðstakksey. Auf Elliðaey wurde 1951 ein Leuchtturm errichtet. Die Fährenroute von Stykkishólmur nach Brjánslækur passiert die Insel im Osten.

## Trivia
Im Jahr 2000 schlug der damalige isländische Premierminister Davíð Oddsson vor, der isländischen Sängerin Björk Elliðaey zu schenken, um ihr auf diese Art und Weise für ihren Beitrag zur Steigerung des internationalen Rufs Islands zu danken. Allerdings zog er seinen Vorschlag nach lokalen Protesten zurück.